# Макілінг
Гора Макілінг — неактивний стратовулкан, розташований в провінціях Лагуна і Батангас на острові Лусон, Філіппіни. Гора піднімається на висоту 1090 м (3580 футів) над середнім рівнем моря і є найвищою особливістю вулканічного поля Лагуна. Вулкан не має зареєстрованих історичних вивержень, але вулканізм все ще очевидний через геотермальні особливості, такі як грязьове джерело та гарячі джерела. На південь від гори знаходиться геотермальна станція Макілінг-Банахау. Філіппінський інститут вулканології та сейсмології (PHIVOLCS) класифікує вулкан як «неактивний».
Гора Макілінг — це державний лісовий заповідник, який керується Університетом Філіппін Лос-Баньос. До передачі в університет гора була першим національним парком Філіппін. Національний парк Маунт-Макілінг був заснований 23 лютого 1933 року на підставі прокламації № 552. Проте 20 червня 1963 року він був виведений з експлуатації як національний парк згідно з Законом про Республіку № 552. 3523, коли він був переданий університету для використання в лісогосподарській освіті та інформації.

## Галерея

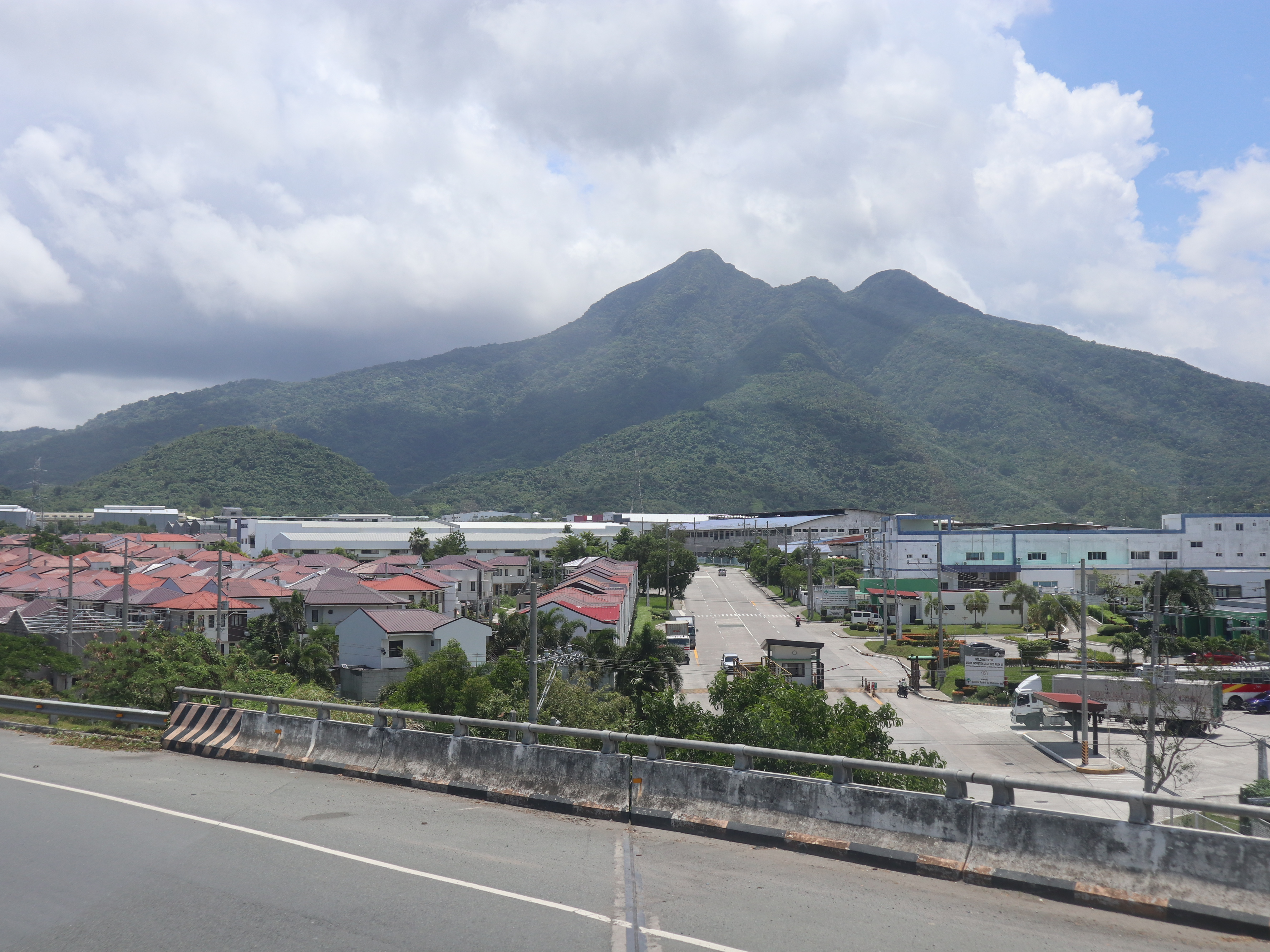
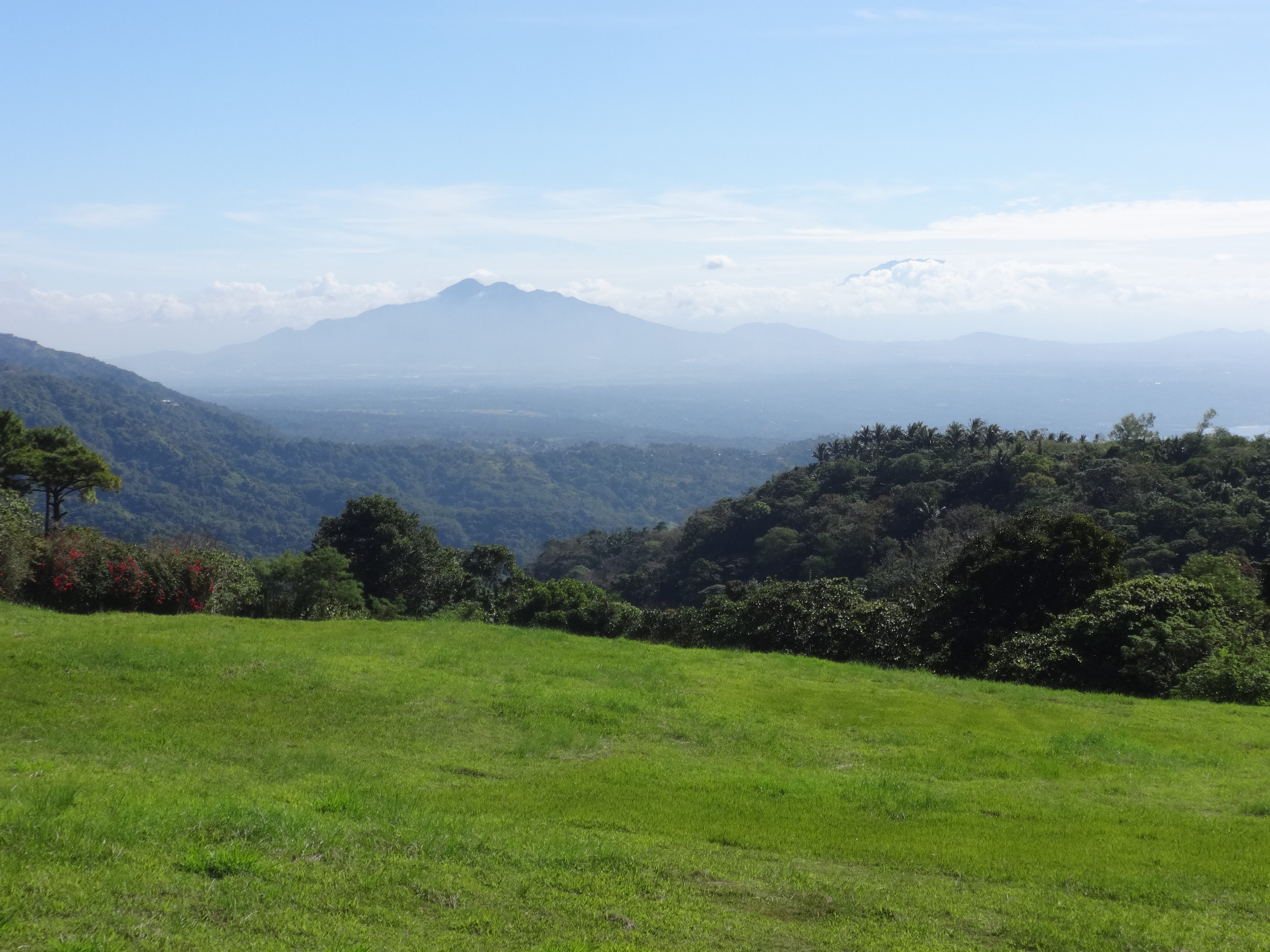

| Вулкан | Це незавершена стаття про вулкан. Ви можете допомогти проєкту, виправивши або дописавши її. |